# Szakiele Borowe
Szakiele Borowe – dawna wieś. Tereny, na których była położona, leżą obecnie na Białorusi, w obwodzie witebskim, w rejonie brasławskim, w sielsowiecie Plusy.

## Historia
W czasach zaborów wieś leżała w granicach Imperium Rosyjskiego.
W latach 1921–1945 wieś leżała w Polsce, w województwie nowogródzkim (od 1926 w województwie wileńskim), w powiecie brasławskim, w gminie Plusy.
Według Powszechnego Spisu Ludności z 1921 roku zamieszkiwały tu 53 osoby, 46 było wyznania rzymskokatolickiego a 7 staroobrzędowego. Jednocześnie 46 mieszkańców zadeklarowało polską przynależność narodową, a 7 białoruską. Było tu 10 budynków mieszkalnych. W 1931 w 13 domach zamieszkiwały 54 osoby.
Wierni należeli do parafii rzymskokatolickiej w Plusach. Miejscowość podlegała pod Sąd Grodzki w Brasławiu i Okręgowy w Wilnie; właściwy urząd pocztowy mieścił się w Plusach.